# Matthias Schömann-Finck
Matthias Schömann-Finck (ur. 5 marca 1979 w Bernkastel) – niemiecki wioślarz.

## Osiągnięcia
- Mistrzostwa Świata – Mediolan 2003 – czwórka podwójna wagi lekkiej – 3. miejsce[1].
- Mistrzostwa Świata – Eton 2006 – ósemka wagi lekkiej – 2. miejsce[1].
- Mistrzostwa Świata – Monachium 2007 – ósemka wagi lekkiej – 2. miejsce[1].
- Mistrzostwa Świata – Linz 2008 – ósemka wagi lekkiej – 2. miejsce[1].
- Mistrzostwa Świata – Poznań 2009 – czwórka bez sternika wagi lekkiej – 1. miejsce[1].
- Mistrzostwa Europy – Brześć 2009 – czwórka bez sternika wagi lekkiej – 2. miejsce[1].